# Coryanthes tricuspidata
Coryanthes tricuspidata är en orkidéart som beskrevs av Günter Gerlach. Coryanthes tricuspidata ingår i släktet Coryanthes, och familjen orkidéer. Inga underarter finns listade i Catalogue of Life.